# Metazygia redfordi
Metazygia redfordi är en spindelart som beskrevs av Levi 1995. Metazygia redfordi ingår i släktet Metazygia och familjen hjulspindlar. Inga underarter finns listade i Catalogue of Life.